# Gaetano Spinelli
Gaetano Spinelli (Bitonto, 6 agosto 1877 – Firenze, 4 marzo 1945) è stato un pittore italiano.
Si inserisce con grande rilevanza nella corrente dei pittori postmacchiaioli toscani, esempio di pittura luministica.

## Biografia
Nasce a Bitonto (Bari) il 6 agosto 1877.
Iniziato alla pittura dal padre Francesco, anch'egli pittore, si forma a Napoli dove frequenta dal 1894 al 1897 l'Istituto di Belle Arti e la Scuola di Pittura sotto la guida di Domenico Morelli e Filippo Palizzi rappresentanti di spicco della pittura post-romantica e verista partenopea. Tra il 1897 e il 1900 si trasferisce a Torino dove frequenta l'Accademia Albertina e il Museo Industriale dove rimane colpito dal denso naturalismo di Segantini e dal suo modo di usare il colore come fonte espressiva delle emozioni.
Inizia la carriera di insegnamento a Catanzaro nel 1902. Nel 1903 si trasferisce a Sassari quale docente di pittura presso l'Accademia di Belle Arti. La sua presenza in questa città ha influito molto nella personalità dell'artista perché, oltre ad incontrare la compagna della sua vita, rimase affascinato dalla bellezza dei paesaggi, dalle solenni e austere figure nei caratteristici costumi che non perdono la loro dignità pur nella fatica del lavoro o nel dolore. Di questo intenso e prolifico periodo la Galleria d'Arte Moderna di Firenze conserva numerosi piccoli quadri a olio e il Gabinetto dei disegni e delle stampe degli Uffizi una decina di disegni. Questi ultimi rivelano la straordinaria capacità dello Spinelli di cogliere con rapidità e freschezza del tratto l'essenza di persone e paesaggi.
Dopo un breve periodo a Palermo, nel 1906 si trasferisce a Firenze, sua città d'adozione, dove insegna per molti anni al Liceo Artistico e all'Accademia di Belle Arti. Nel periodo fiorentino, definito “della felicità”, la sua pittura si riempie di luce, di movimento e di energia. Il suo amore per la vita si rivela nei suoi soggetti preferiti: le madri e i bambini, il mare e le spiagge di Castiglioncello. È per questo suo bisogno di luce che l'inverno preferisce chiudersi nel suo studio e dedicarsi a dipingere soprattutto ritratti, richiestissimi dalla buona borghesia non solo fiorentina ma internazionale.
Durante gli anni della guerra nelle sue opere trapela una certa malinconia, una vitalità più trattenuta e tormentata che si traduce in colori più spenti e scuri.
Gaetano Spinelli muore a Firenze il 4 marzo 1945. È sepolto nel Cimitero Monumentale della Misericordia dell'Antella, Comune di Bagno a Ripoli, provincia di Firenze.